# تاتسويا ياماشيتا
تاتسويا ياماشيتا (باليابانية: 山下 達也) (7 نوفمبر 1987 في أكاشي في اليابان – )؛ هو لاعب كرة قدم ياباني سابق كان يلعب كمدافع.

## وصلات خارجية
- تاتسويا ياماشيتا على موقع رابطة كرة القدم اليابانية للمحترفين (اليابانية)
- تاتسويا ياماشيتا على موقع إي إس بي إن إف سي (الإنجليزية)
- تاتسويا ياماشيتا على موقع قاعدة بيانات كرة القدم.إي يو (الإنجليزية)
- تاتسويا ياماشيتا على موقع Soccerbase.com (لاعب) (الإنجليزية)
- تاتسويا ياماشيتا على موقع Soccerway.com (الإنجليزية)
- تاتسويا ياماشيتا على موقع عالم كرة القدم.نت (الإنجليزية)
- تاتسويا ياماشيتا على موقع كووورة